# مندون (فيرمونت)
مندون (بالإنجليزية: Mendon, Vermont)‏ هي بلدة تقع بولاية فيرمونت في الولايات المتحدة. تبلغ مساحتها 98.7 (كم²)، وترتفع عن سطح البحر 571 م، بلغ عدد سكانها 1059 نسمة في عام 2010 حسب إحصاء مكتب تعداد الولايات المتحدة .

## وصلات خارجية
- The US50 - Cities and Towns in Vermont State
- Vermont Cities and Towns, Facts, Map, Flag, Colleges, Government, and More